# Kościół Matki Bożej Królowej Pokoju w Rzymie
Kościół Matki Bożej Królowej Pokoju w Rzymie (wł. Chiesa di Santa Maria della Pace) – rzymskokatolicki kościół tytularny w Rzymie.
Świątynia ta jest kościołem parafialnym oraz kościołem tytularnym.

## Lokalizacja
Kościół znajduje się w V Rione Rzymu – Ponte przy Piazza Santa Maria della Pace, obok Placu Navona.

## Historia
Obecny budynek został wybudowany na fundamentach istniejącego wcześniej kościoła Sant’Andrea de Aquarizariis, w 1482 roku, na zlecenie papieża Sykstusa IV. Budowę nadzorował pierwotnie Donato Bramante.
Kopułę kościoła zaprojektował prawdopodobnie Antonio da Sangallo Młodszy, a wzniósł Jacopo Ungarino w 1525 roku. Ołtarz główny został zainstalowany przed 1614 rokiem.
Nową fasadę w latach 1656–1667 zbudował Pietro da Cortona na zlecenie papieża Aleksandra VII.

## Architektura i sztuka

### Fasada kościoła
Wystające wklęsłe skrzydła są zgrupowane w dwa rzędy. Wejście przesłonięte jest półokrągłym pronaosem z czterema parami toskańskich kolumn. Drugi poziom świątyni jest płaski, zawiera okno i wieńczy się niewielkim tympanonem. Kościół zdaje się wychodzić do przodu, co zostaje dodatkowo spotęgowane przez stosunkowo ciasny plac. Monumentalizm i wizualność dzieła oraz uzyskane dzięki formom fasady chiaroscuro czynią z niego sztandarowy przykład architektury barokowej.
Napis nad wejściem to słowa pochodzące z psalmu 72: SUSCIPIANT MONTES PACEM POPULO ET COLLES IUSTITIAM (,,Niech góry przyniosą ludowi pokój, a wzgórza sprawiedliwość”). Jest to aluzja do herbu rodziny Aleksandra VII, w którym znajdowała się góra.

### Wnętrze
Cortona dokonał interesującego połączenia kasetonów i rozchodzących się promieniście z latarni żeber. Główny ołtarz zaprojektował Carlo Maderna, zaś freski w należącej do kompleksu kaplicy Chigi wykonał Rafael. Projekt drugiej z kaplic, Cesi, jest dziełem Antonio da Sangallo mł.

## Kardynałowie prezbiterzy
Kościół Matki Bożej Królowej Pokoju jest jednym z kościołów tytularnych nadawanych kardynałom-prezbiterom (Titulus Sanctae Mariae de Pace). Tytuł ten został ustanowiony 13 kwietnia 1587 roku.
- Anton Maria Salviati (1587–1600)
- Flaminio Piatti (1600–1613)
- Giacomo Serra (1615–1623)
- Alessandro d’Este (1623–1624)
- Melchior Klesl (1624–1630)
- Fabrizio Verospi (1633–1639)
- Marcantonio Franciotti (1639–1666)
- Giacomo Filippo Nini (1666–1680)
- Stefano Brancaccio (1681–1682)
- Carlo Barberini (1683–1685)
- Giacomo Franzoni (1685–1687)
- Michał Stefan Radziejowski (1689–1705)
- Lorenzo Fieschi (1706–1726)
- Damian Hugo Philipp von Schönborn (1726–1743)
- Carlo Alberto Guidoboni Cavalchini (1743–1759)
- Antonio Marino Priuli (1759–1762)
- Marco Antonio Colonna (1762–1784)
- vakat (1784–1789)
- Ignazio Busca (1789–1795)
- Carlo Bellisomi (1795–1807)
- vacat (1807–1817)
- Antonio Gabriele Severoli (1817–1824)
- vacat (1824–1828)
- Carlo Maria Pedicini (1828–1830)
- Giuseppe Antonio Sala (1832–1839)
- Charles Januarius Acton (1842–1846)
- Pierre Giraud (1847–1850)
- vacat (1850–1854)
- Juan José Bonel y Orbe (1854–1857)
- vacat (1857–1862)
- Fernando de la Puente y Primo de Rivera (1862–1867)
- Juan de la Cruz Ignacio Moreno y Maisonave (1869–1884)
- Domenico Agostini (1886–1891)
- Michael Logue (1893–1924)
- Patrick Joseph O’Donnell (1925–1927)
- August Hlond SDB (1927–1948)
- vacat (1948–1953)
- Maurice Feltin (1953–1975)
- vacat (1975–1979)
- Joseph Asajirō Satowaki (1979–1996)
- vacat (1996–2001)
- Francisco Javier Errázuriz Ossa (2001-nadal)